# 下花园区
下花园区是中国河北省张家口市下辖的一个市辖区。區人民政府駐城镇街道菜园路66号。

## 地理
下花园区位于张家口市主城區东南50公里处。地理坐标介于北纬40°29’、东经115°16’之间，东西横距23.2公里，南北纵距16.1公里，地处燕山山系之西端的黄羊山界，在宣化区、怀来县之间，涿鹿县之北端，总面积315平方公里。境内“山、丘、川、滩”四大地貌共存，鸡鸣山、玉带山、燕洞山三山鼎力，遥相呼应；戴家营河、洋河、东河三河并流，汇流后入永定河。

## 名称由来
公元971年辽圣宗耶律隆绪时期，萧太后萧绰见此地风景优美，建造了上、中、下三座皇家御花园，用来休闲和处理军国大事，下花园由此得名。

## 行政区划
下花园区下辖2个街道办事处、4个乡：
城镇街道、煤矿街道、花园乡、辛庄子乡、定方水乡和段家堡乡。

## 人口
截至2021年末，下花園區户籍總人口63817人。其中，城鎮户籍人口42097人，鄉村户籍人口21720人；按性別分，男性人口32425人，女性人口31392人；出生人口287人，人口出生率4.49‰；死亡人口234人，人口死亡率3.66‰；人口自然增長率0.83‰。年末，全區常住人口63623人。其中，城鎮常住人口52194人，城鎮化率82.04%。
2015年以来，随着该区电厂、煤矿、电石厂等传统国企产业没落，人口持续外流。

## 交通
- 110国道过境。
- 京包铁路：下花园站